# ستيفان مارينكوفيتش
ستيفان مارينكوفيتش هو لاعب كرة قدم سويسري في مركز ظهير ‏، ولد في 20 فبراير 1994 في لوسرن في سويسرا. شارك مع منتخب سويسرا تحت 16 سنة لكرة القدم ‏ ومنتخب سويسرا تحت 17 سنة لكرة القدم. أما مع النوادي، فقد لعب مع أياكس أمستردام وإنتر توركو وشباب أياكس ونادي باتشكا بالانكا.

## وصلات خارجية
- ستيفان مارينكوفيتش على موقع قاعدة بيانات كرة القدم.إي يو (الإنجليزية)
- ستيفان مارينكوفيتش على موقع Soccerway.com (الإنجليزية)